# Canal Saint-Martin

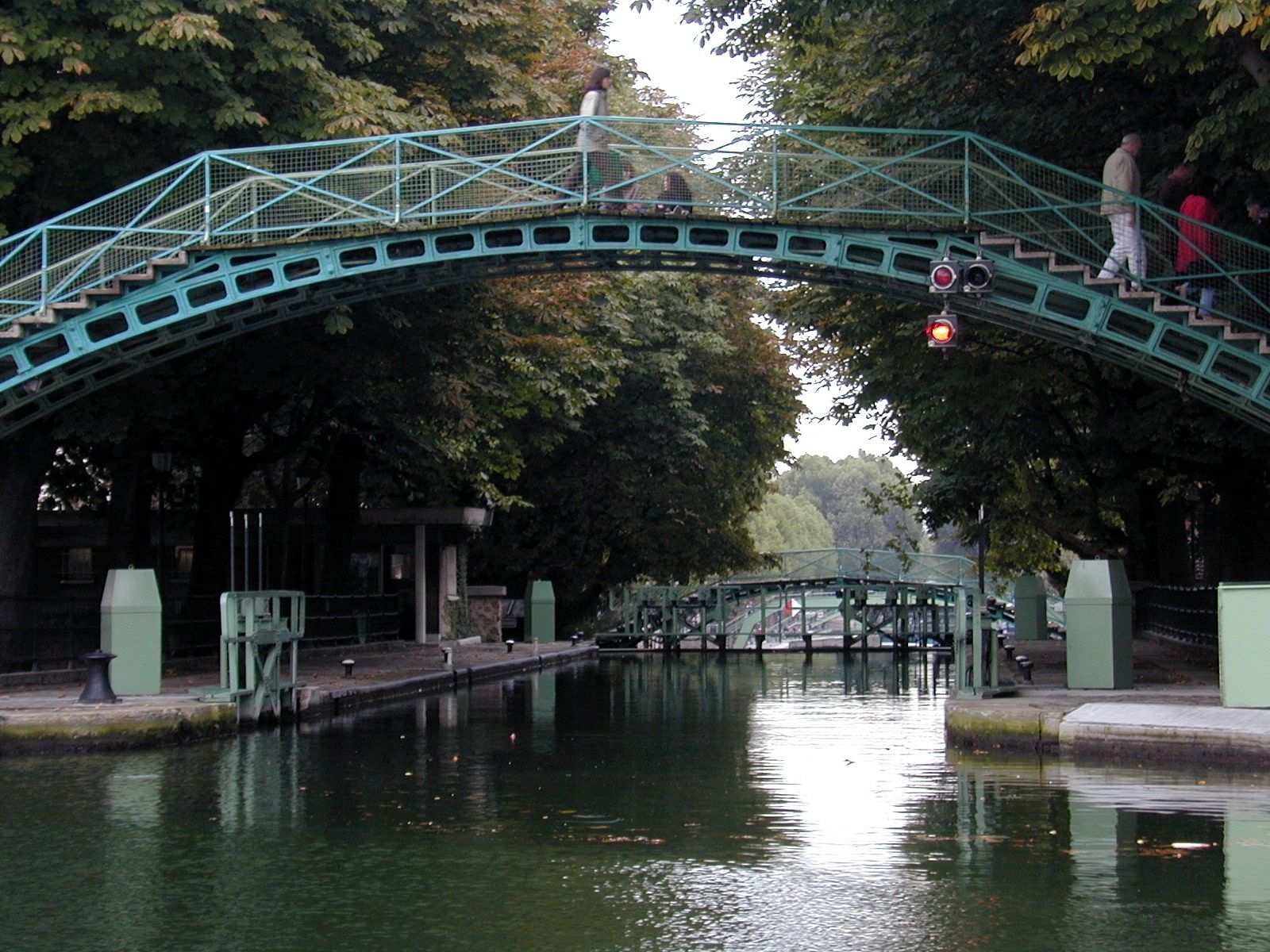
Un puente sobre el canal.

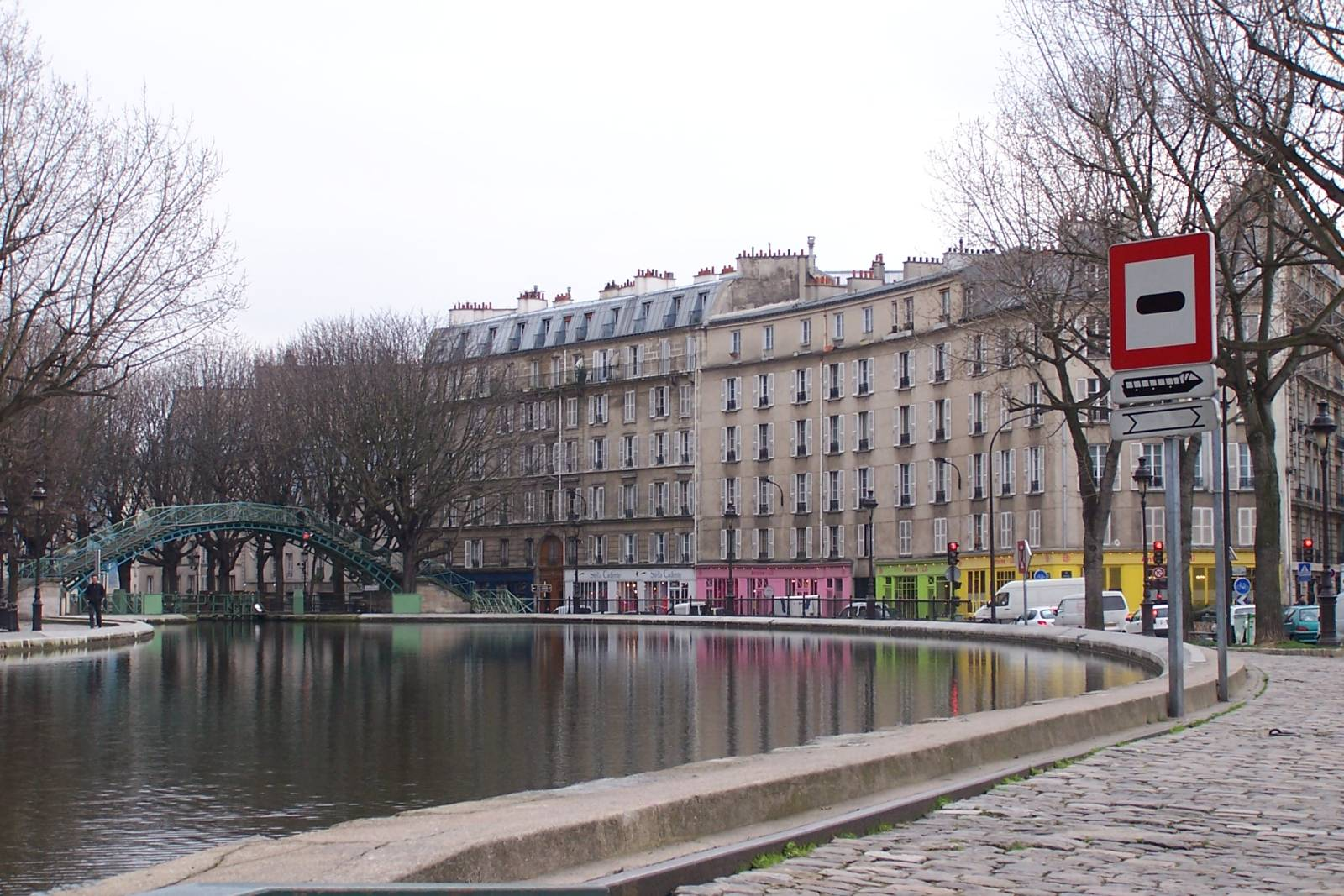
Quai de Valmy, el canal a la altura del parque Villemin.

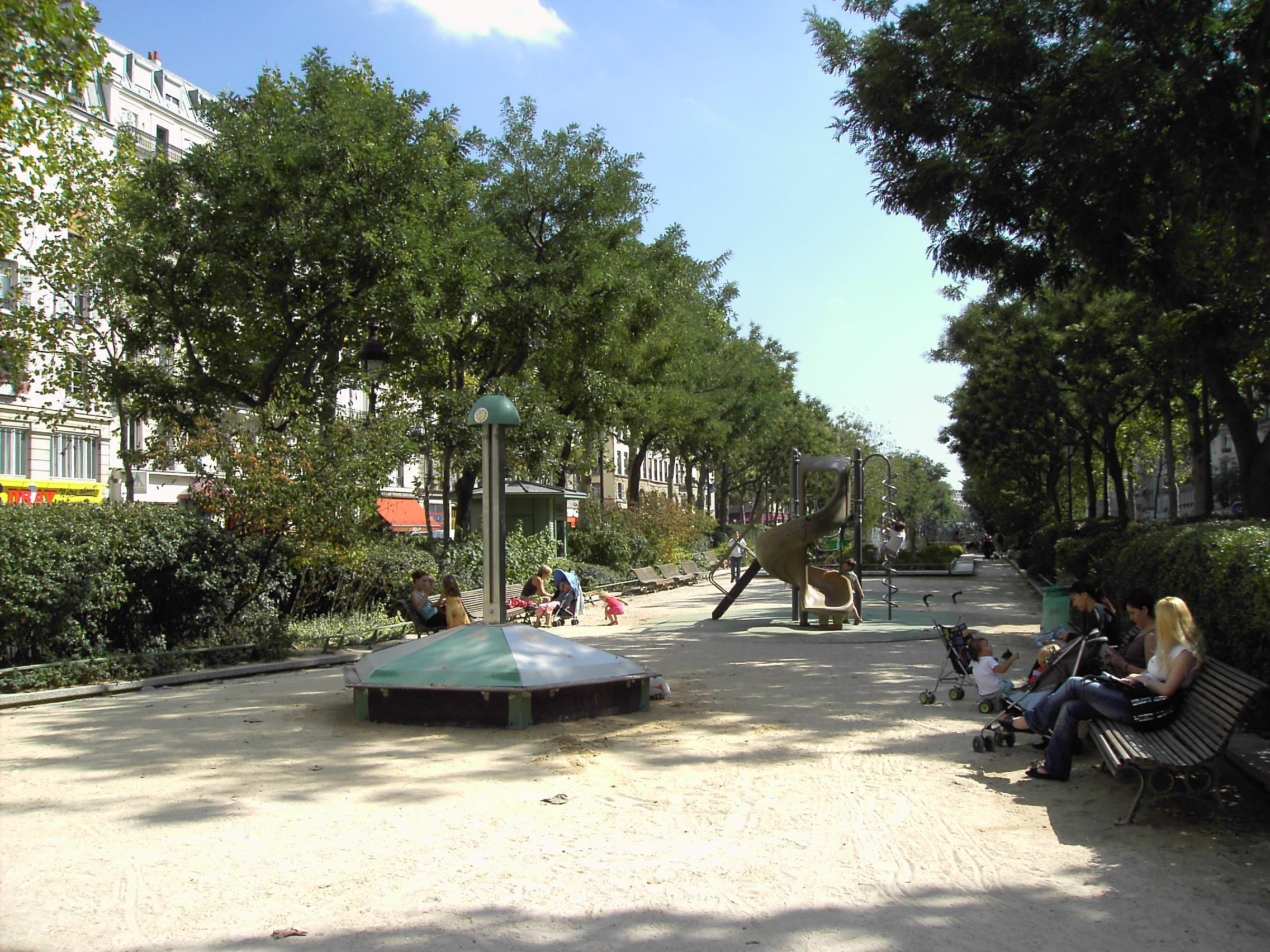
La zona cubierta del canal: Boulevards Jules-Ferry y Richard-Lenoir, en el XI distrito

El canal Saint-Martin es un canal de 4,55 km de longitud (2 de ellos subterráneos) situado en París. Recorre los distritos X y XI. Fue creado en sus orígenes para traer agua potable a la capital. Su inauguración se produjo en 1825. Está compuesto de nueve esclusas y dos puentes giratorios, su desnivel total es de 25 metros, y está inscrito como monumento histórico desde febrero de 1993.

## Historia
Bajo el Antiguo Régimen el abastecimiento de agua potable de la capital era escaso y a menudo de mala calidad a pesar de la existencia de pozos y de acueductos. En 1802, el gobierno de Napoleón Bonaparte decidió remediar aquella situación y retomar el antiguo proyecto de canalización del río Ourcq. Tras 23 años de excavaciones y financiado con la creación de un nuevo impuesto sobre el vino, el canal entró en funcionamiento en 1825. Además de las ventajas de su saneamiento y mecanización para la navegación, el canal fomentó la actividad de las lavanderas parisinas.
Tras su edad de oro durante el siglo XIX y hasta mediados del siglo XX, cuando además de aportar agua potable a la ciudad su navegación permitía transportar mercancías, hasta el mismo corazón de París, desde la década de 1960 se empezó a producir un descenso del tráfico que lo recorría en beneficio del transporte por carretera y del ferrocarril. Eso llevó al paulatino cierre de las industrias y talleres que bordeaban la construcción. A principio de los años 70 el canal estuvo a punto de desaparecer debido a un proyecto del ayuntamiento de París tendente a crear en su emplazamiento una autovía urbana de 4 carriles. La idea fue finalmente desestimada.
A partir de los años 2000 empezó a desempeñar principalmente una función turística. Ocasionalmente se sigue usando para el transporte de mercancías. Está abierto al tráfico 363 días al año y es usado de forma habitual por los habitantes de París como zona de paseo.